# ميثم حسيني
ميثم حسيني (بالفارسية: سید میثم حسینی) هو لاعب كرة قدم إيراني في مركز ظهير ‏، ولد في 7 يونيو 1987 في نوشهر في إيران. لعب مع نادي استقلال نادي بیروزی ونادي شموشك نوشهر ونادي غسترش فولاد ونادي مشكي بوشان ونادي نفط طهران.